# Traktat w Niszu
Traktat w Niszu – traktat pokojowy podpisany 29 września 1739 roku w Niszu pomiędzy Imperium Osmańskim a Imperium Rosyjskim kończący wojnę rosyjsko-turecką (1735-1739). Był następstwem traktatu belgradzkiego i wycofania się Austrii z równolegle prowadzonej wojny austriacko-tureckiej.
Na mocy traktatu Rosja wycofała roszczenia terytorialne względem Krymu i Mołdawii oraz mogła budować port w Azowie, jednak bez fortyfikacji. Ponadto traktat przewidywał:
- zakaz posiadania floty i żeglugi rosyjskiej na Morzu Azowskim,
- odzyskanie przez Imperium Rosyjskie zwierzchnictwa nad Kozaczyzną zaporoską,
- utworzenie między Rosją a Turcją niezależnego państwa buforowego w postaci Kabardy.